# Sarcotretes scopeli
Sarcotretes scopeli is een eenoogkreeftjessoort uit de familie van de Pennellidae. De wetenschappelijke naam van de soort is voor het eerst geldig gepubliceerd in 1911 door Jungersen.